# Китайгород (Ильинецкий район)
Кита́йгород (укр. Китайгород) — село в Ильинецком районе Винницкой области Украины.
Код КОАТУУ — 0521283203. Население по данным переписи 2001 года составляет 1236 человек. Почтовый индекс — 22751. Телефонный код — 4345. Площадь населённого пункта составляет 3,29 км². Через село протекает река Сорока.
Китайгород был известен производством Китайгородской колбасы в XIX — начале XX века.
Находится рядом с селом Каменогорка.